# Sophia von Minden
Sophia von Minden (* um 304 (?)) wird als heilige Märtyrin in Ostwestfalen verehrt.
Die genaue Art und die Zeit ihres Martyriums ist nicht mehr zu benennen. Die Reliquien wurden zur Zeit Karls des Großen (748–814) nach Minden in Westfalen übertragen. Dort wird sie als Blutzeugin für Christus verehrt. Ihr Gedenktag wird am 3. September gefeiert.
Sophia von Minden ist möglicherweise mit Sophia von Rom identisch.